# 大頭綠鰭魚
大頭綠鰭魚（学名：Chelidonichthys ischyrus），又名大頭黑角魚、雞角、角仔魚，為輻鰭魚綱鮋形目牛尾魚亞目角魚科的其中一種，分布於西北太平洋的日本相模灣海域，體長可達15公分，為底棲性魚類，生活習性不明。